# بلداجي
بلداجي (بالفارسية: بلداجی) هي إحدى مدن مدينة بروجن في محافظة تشهارمحال وبختياري في إيران. يقدر عدد سكانها بـ 10,905 نسمة .